# ピーラッチャイ・スクパン
ピーラッチャイ・スクパン（英語: Peeratchai Sukphun、タイ語: พีรัชชัย สุขพันธ์、2004年8月31日 - ）は、タイの男子バドミントン選手。

## 経歴
男子ダブルスでは、同い年のパッカポン・ティーララサクルとペアを組む。
2024年1月のタイ・マスターズでは、2回戦で前週大会王者で世界ランク11位のレオ・ローリー・カルナンド / ダニエル・マーティンを破った。準々決勝では、第6シードで世界ランク14位の古賀輝 / 齋藤太一を破り、準決勝で同胞1番手のスパク・ジョムコー / キティヌポン・ケドレンをストレートで破って決勝に進出。決勝では、世界選手権銀メダリストの何濟霆と任翔宇のペアに第1ゲームを先取するが、その後2セット目3セット目を取られ敗北を喫した。しかしほぼ無名の状態から準優勝という快進撃を世界に見せた。
4月のトマス杯では、全試合でタイの第1ダブルスとして出場。グループリーグのインドネシア戦では、世界ランク7位のファジャル・アルフィアン / ムハマド・リアン・アルディアントを21-19, 14-21, 21-11で破る下克上を果たした。その後も世界ランク19位ペアを破るなどし、19歳ペアにして第1ダブルスとしての仕事を全うした。